# L-01D
docomo NEXT series Optimus LTE L-01D（ドコモ ネクストシリーズ オプティマス エルティーイー エルゼロイチディー）は、韓国のLGエレクトロニクスによって開発された、NTTドコモの第3.9世代移動通信システム（Xi）と第3世代移動通信システム（FOMA）のデュアルモード端末である。OSはAndroid 2.3。docomo NEXT seriesのひとつ。

## 概要
2011年10月に韓国で発売されたLG Mobile Optimus LTEの日本向けモデルで、L-07C（Optimus bright、日本以外ではOptimus Black）の事実上の後継機種となる。製品名の通り、Optimusシリーズでは初となるLTEに対応したモデルであり、日本版でもXi対応となっている（そして本機以降、ドコモ向けのOptimusシリーズは全てXiに対応する）。
韓国版には、SKテレコム向けの「SU640」とLGユープラス向けの「LU6200」の2種類があり、スペックは同じだがデザインがやや異なる。日本向けの「L-01D」は「LU6200」をベースとしており、背面のリアカバー以外は「LU6200」とほぼ同一のデザインである。一方、日本版とほぼ同時期に発売されたAT&Tモビリティ向けの北米版「LG Nitro HD」は「SU640」をベースとしたデザインとなっている。2012年1月に発売されたベライゾン・ワイヤレス向けの北米版「LG Spectrum」は「L-01D」と同じく「LU6200」ベースとなっている。
「True HD IPSディスプレイ」と名付けられたIPS液晶パネルを搭載しており、従来の液晶パネルと比較して高コントラストな表示が可能で、解像度も329ppiと高密度になっている。また、ホームボタンは金属調の仕上げで、左右にメニュー、バックボタンを配置しており、ホームボタンを含めてタッチ式になっている。
なお、日本向けの「L-01D」は日本市場向けにカスタマイズが加えられており、機能面ではグローバルモデルにも関わらずおサイフケータイとワンセグに対応しているが、防水性能と赤外線通信には非対応である。このほかに日本版独自の機能として、親指だけでブラウザのズームイン・アウトが出来る「ウェブブラウジングUI」を搭載している。また、デザイン面でも日本では赤と黒の2色のカラーバリエーションを展開しており、プロモーション上は（Xiのイメージカラーである）赤のほうをメインカラーとしている（韓国では発売当初、カラーバリエーションは黒のみであったが、現在は白色のモデルも販売している）。

## Android 4.0での変更点
2012年10月15日にAndroid 4.0へのアップデートが開始された。アップデートはパソコン経由でのみ可能である。
アップデートに伴う変更点・機能の追加は以下とおり。
- 顔認証機能への対応
- ワンタッチメモ機能の追加
- 通知パネルのクイック設定の編集機能の追加
- ネットワークデータ使用量を管理する機能の追加
- 「Google＋」・「メッセンジャー」・「Playムービー」・「Eメール」・「iコンシェル」・「SDカードバックアップ」アプリの追加

また、以下の不具合も解消される。
- microSDXCカードを差し込むと、microSDXCカード内のデータが破損する。(ただしアップデートを適用してもmicroSDXCカードの利用は不可。)

## アプリケーション

### プリインストールアプリ
- LGホーム
- docomo Palette UI
- ホーム画面切替
- spモードメール
- ドコモマーケット
- アラーム
- ブラウザ
- Evernote
- Gmail
- Google Maps /ナビ
- YouTube
- iチャネル
- エリアメール
- docomo災害用伝言板
- ドコモ海外利用アプリ
- タスクマネージャー
- 声の宅急便
- ハングアウト
- Google検索 / ボイスサーチ
- おサイフケータイ
- 音楽プレイヤー
- ギャラリー
- メロディコール
- 電話帳コピーツール

### ブラウザ
ブラウザはGoogle Chrome Liteベースのものが搭載され、Android OS 2.3の特徴でもあるFlash Player 10.3がアドオンされている。また、JavaScript（V8）もサポートされている。これにより、パソコンのブラウザとほぼ同等のフラッシュサイト、動画サイトが利用することが可能となり、ブラウザでYouTubeをはじめとした各種動画サイトが利用できる他フラッシュゲームなども動作する。

### 利用可能なアプリケーションマーケット
Android OS標準のplayストアが利用可能となっており、30万を超えるアプリケーションが利用可能である。また、LG製品専用のアプリケーションストア「LG smart World」や、NTTドコモが提供するアプリケーションサイト「dマーケット」から様々なアプリケーションのダウンロードが可能となっている。

## 主な機能
| 主な対応サービス                                 | 主な対応サービス                         | 主な対応サービス                       | 主な対応サービス                              |
| ------------------------------------------------ | ---------------------------------------- | -------------------------------------- | --------------------------------------------- |
| タッチパネル／加速度センサー                     | Xi／FOMAハイスピード                     | Bluetooth                              | DCMX／おサイフケータイ／赤外線／トルカ        |
| ワンセグ                                         | メロディコール                           | テザリング                             | WiFi IEEE802.11b/g/n                          |
| GPS                                              | spモード／電話帳バックアップ             | デコメール／デコメ絵文字／デコメアニメ | iチャネル                                     |
| エリアメール／ソフトウェアーアップデート自動更新 | デジタルオーディオプレーヤー(WMA)(MP3他) | GSM／3Gローミング（WORLD WING）        | フルブラウザ／Flash Player 10.3               |
| Androidマーケット／dメニュー／dマーケット        | Gmail／Google Talk／YouTube／Picasa      | バーコードリーダ／名刺リーダ           | ドコモ地図ナビ／Google Maps／ストリートビュー |

## 歴史

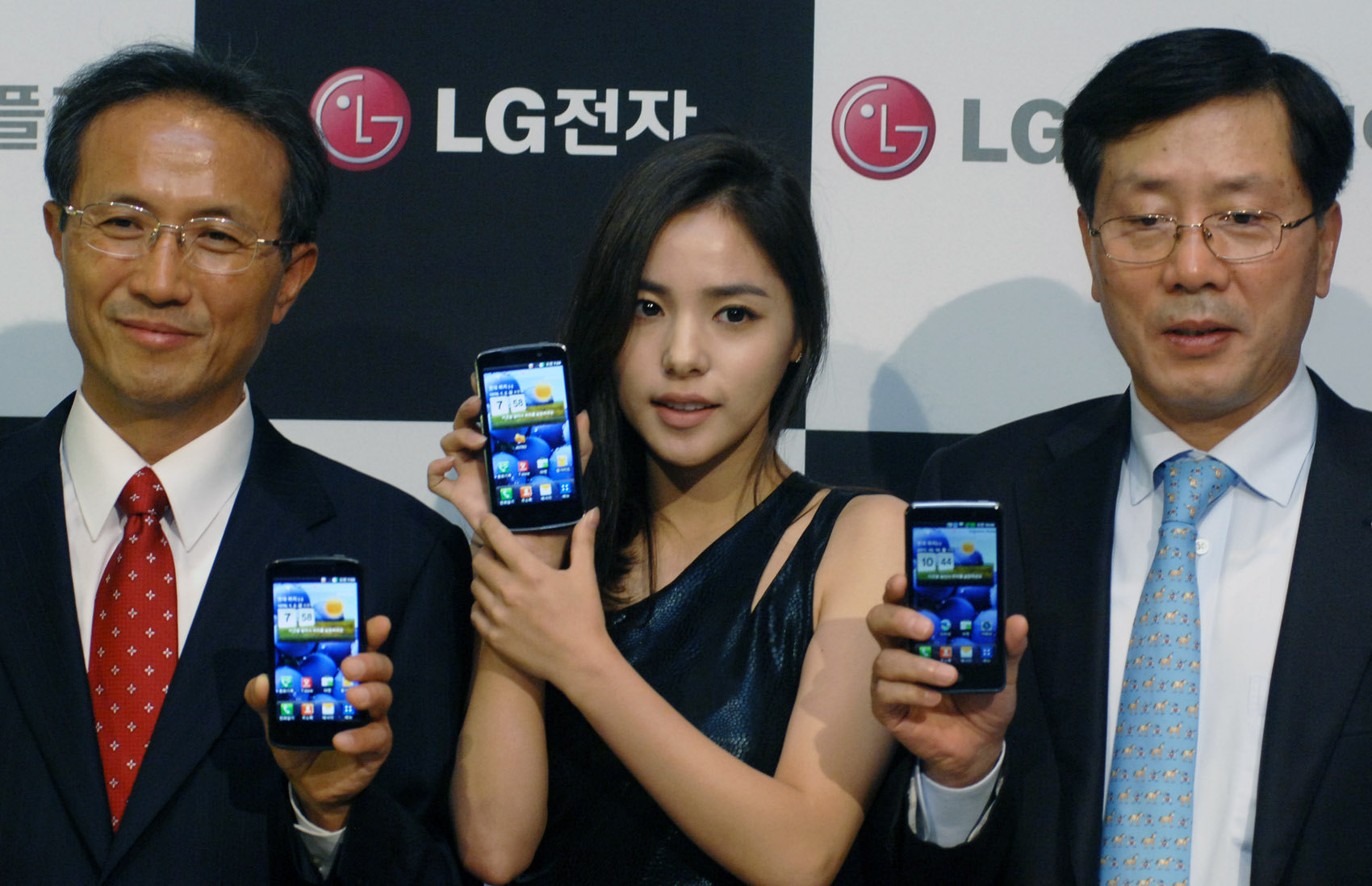
韓国で開かれた製品発売イベント（2011年10月10日）。中央は女優のミン・ヒョリン。

- 2011年10月10日 - 韓国にてオリジナル版が発売開始。製品型名はSKテレコム向けが「SU640」、LGユープラス向けが「LU6200」。
- 2011年10月18日 - NTTドコモより日本向けモデル「L-01D」の発売が発表。
- 2011年12月1日 - 「L-01D」の全国一斉予約開始。[6]
- 2011年12月4日 - 北米にてAT&Tモビリティ向けに「LG Nitro HD」として発売。
- 2011年12月15日 - 「L-01D」が日本全国で一斉に発売を開始。
- 2012年1月19日 - 北米にてベライゾン・ワイヤレス向けに「LG Spectrum」として発売。
- 2012年10月15日 -  Android 4.0へアップデート開始[7]。